# カラマ
カラマ（西: Calama）は、チリ北部、アタカマ砂漠にある都市。世界最大の露天掘りの銅山であるチュキカマタ銅山の鉱山都市であるとともに、観光地であるSan Pedro de Atacamaへの玄関口でもある。
砂漠気候であり平均年間降水量は5mmであるが、2018年には山間部の降水により洪水による道路寸断などの被害があった。
　住民の多くは鉱業関連企業に従事しているが、ロア川の水を利用した農業も行われている。